# Brian Tierney
Pour les articles homonymes, voir Tierney.
Brian Tierney, né le 7 mai 1922 à Scunthorpe (Angleterre) et mort le 30 novembre 2019, est un historien britannique naturalisé américain du Moyen Âge britannique, spécialisé en histoire du droit et de l'Église, du constitutionnalisme, de l'ecclésiologie et des idées politiques.

## Biographie
Né dans le Lincolnshire, de parents d'ascendance irlandaise, Brian Tierney quitte l'école à l'âge de 16 ans. Après avoir servi dans la Royal Air Force de 1941 à 1946, il fait des études au Pembroke College à Cambridge, et obtient en 1951 un doctorat dirigé par Walter Ullmann.
En 1951, il rejoint l'université catholique d'Amérique à Washington, où il enseigne jusqu'en 1959, puis il enseigne à l'université Cornell aux États-Unis.

## Publications
- Foundations of the Conciliar Theory, Cambridge, 1955.
- Medieval Poor Law, Berkeley, Los Angeles, 1959.
- The Crisis of Church and State, 1050-1300, New York, 1964.
- Avec Donald Kagan et L. Pearce Williams, Great Issues in Western Civilization, New York, 1967.
- Avec Sidney Painter, Western Europe in the Middle Ages, 300-1475, New York, 1970.
- Origins of Papal Infallibility, 1150-1350, Leyde, 1972.
- Church law and Constitutional Thought in the Middle Ages, Londres, 1979.
- Religion, Law and the Growth of Constitutional Thought, 1150-1650, Cambridge, 1982, trad. fr. 1993.
- Avec Joan Scott, Western Societies. A Documentary History, New York, 1984.
- Rights, Laws and Infallibility in Medieval Thought, Aldershot, 1997.
- The Idea of Natural Rights. Studies on Natural Rights, Natural Law and Church Law, Atlanta, 1997.
- Liberty and Law. The Idea of Permissive Natural Law, 1100-1800, Washington D.C., 2014.